# Are (Estônia)
Are (em estoniano:  Are vald) é um município rural estoniano localizado na região de Pärnumaa.